# Ilkka Taipale

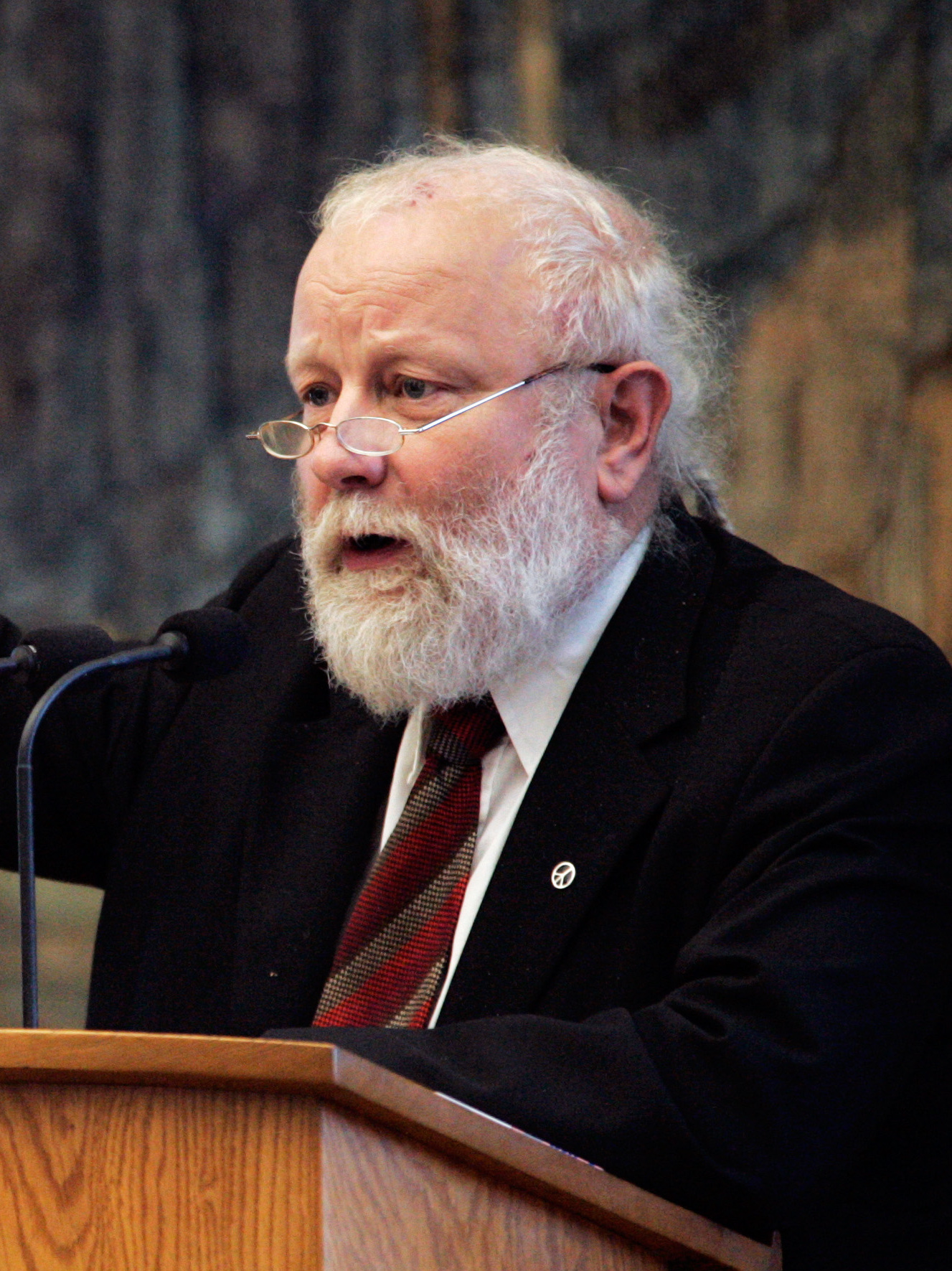
Ilkka Taipale (2006)

Väinö Ilkka Ilari Taipale, född 29 november 1942 i Helsingfors, är en finländsk psykiater. Han är gift med Vappu Taipale.
Taipale blev medicine och kirurgie doktor 1982 och verkade 1988–91 som överläkare vid Mariefors sjukhus och 1991–96 som ansvarig överläkare där. Han blev 1989 docent i socialmedicin vid Tammerfors universitet och var 1993–94 t.f. professor i socialpsykiatri där och t.f. överläkare vid polikliniken för allmän psykiatri vid Tammerfors universitetssjukhus. 
Taipale var riksdagsman för socialdemokraterna 1971–75 och 2000–07 samt ledamot av Helsingfors stadsfullmäktige 1969–80 och åter från 1993. Han var initiativtagare till och drivande bakom den 1967 bildade Novemberrörelsen. Han har även haft en ledande roll inom fredsrörelsen, bland annat inom De hundras kommitté i Helsingfors, Finlands fredsförbund, Internationella fredsbyrån och Den internationella läkarrörelsen mot kärnvapen IPPNW. 
Taipale har också varit verksam i Läkare för socialt ansvar och sedan 1960-talet ivrat för att förbättra de bostadslösas, fångarnas, de psykiskt sjukas, alkoholisternas, de arbetslösas och flyktingarnas situation i Finland.